# Calypso (Q126)
Pour les articles homonymes, voir Calypso (homonymie).
La Calypso (Q126) était un sous-marin de la Marine nationale française de l'entre-deux-guerres, de la classe Circé (1925). Il a été construit au chantier Schneider de Chalon-sur-Saône entre 1923 et 1925, sur des plans Schneider-Laubeuf.